# Kryłowo (rejon osiński)
Kryłowo (ros. Крылово) – wieś (sieło) w Rosji, w Kraju Permskim, w rejonie osińskim. W 2010 liczyła 1018 mieszkańców.